# Rymice
Rymice (německy Rimnitz) jsou obec v okrese Kroměříž ve Zlínském kraji. Leží zhruba čtyři kilometry západoseverozápadně od Holešova a jedenáct kilometrů východoseverovýchodně od Kroměříže. Z etnografického hlediska spadá do východní Hané. Žije zde 613 obyvatel. V obci je kostel, obchod, mateřská i základní škola (pouze 1. stupeň), bistro a hospoda. V obci se pravidelně konají masopustní průvody. Dochovala se zde renesanční tvrz a původní stavení z konce 18. a počátku 19. století, které společně tvoří expozici Muzea v přírodě Rymice.

## Název
Na vesnici bylo přeneseno původní pojmenování jejích obyvatel Rymici odvozené od osobního jména Ryma (hláskové obměny německého jména Rei(n)man), které znamenalo „Rymovi lidé“.

## Historie
První písemná zmínka o obci pochází z roku 1353 (Rymicz). V dalším období obec často měnila majitele. Mezi nejznámější majitele obce patřil na začátku 17. století Albrecht z Valdštejna, který si za ženu vzal majitelku zdejšího panství. Na začátku 19. století zde byl vybudován jeden z nejstarších cukrovarů na Moravě, zanikl však v půlce 19. století.

## Obyvatelstvo

### Struktura
Vývoj počtu obyvatel za celou obec i za jeho jednotlivé části uvádí tabulka níže, ve které se zobrazuje i příslušnost jednotlivých částí k obci či následné odtržení.
| Místní části   | Místní části | 1869 | 1880 | 1890 | 1900 | 1910 | 1921 | 1930 | 1950 | 1961 | 1970 | 1980 | 1991 | 2001 | 2011 | 2021 |
| -------------- | ------------ | ---- | ---- | ---- | ---- | ---- | ---- | ---- | ---- | ---- | ---- | ---- | ---- | ---- | ---- | ---- |
| Počet obyvatel | část Rymice  | 609  | 655  | 707  | 768  | 782  | 735  | 721  | 663  | 667  | 637  | 586  | 521  | 550  | 593  | 569  |
| Počet domů     | část Rymice  | 101  | 103  | 108  | 112  | 116  | 116  | 134  | 152  | 158  | 154  | 155  | 171  | 172  | 188  | 201  |

## Obecní správa
Mezi lety 1869–1985 Rymice byly obcí v okrese Holešov (1869–1950) a později v okrese Kroměříž. Od 1. ledna 1986 do 30. června 1990 patřily jako část města k Holešovu a od 1. července 1990 jsou opět samostatnou obcí.

### Obecní symboly
Znak a vlajka byly obci uděleny rozhodnutím předsedy Poslanecké sněmovny Parlamentu České republiky dne 26. dubna 1996.
Nejstarší dochovaná obecní pečeť je okrouhlého tvaru a nese nápis PECZET * RIMICKICH * LETA * PANIE * 1622 *. V pečetním poli je vyobrazen znak obce: na pravé straně (při heraldickém a sfragistickém popisu se popisuje z pohledu diváka stranově obráceně) polovina erbu a v ní polovina volské hlavy, nad erbem polovina helmu s fanfrnochy, na levé straně dva kosmo položená břevna.
Ze znaku na pečeti vychází podoba znaku a praporu, kdy je převzal tehdejší starosta z rukou předsedy poslanecké sněmovny. Návrh znaku obce byl zpracován českým heraldikem Jiřím Loudou.

## Pamětihodnosti
- Kostel svatého Bartoloměje
- Kaplička
- Socha svatého Jana Nepomuckého
- Tvrz Rymice
- Větrný mlýn v Rymicích (původně z Bořenovic)
- Muzeum v přírodě Rymice (součást Muzea Kroměřížska)

## Galerie

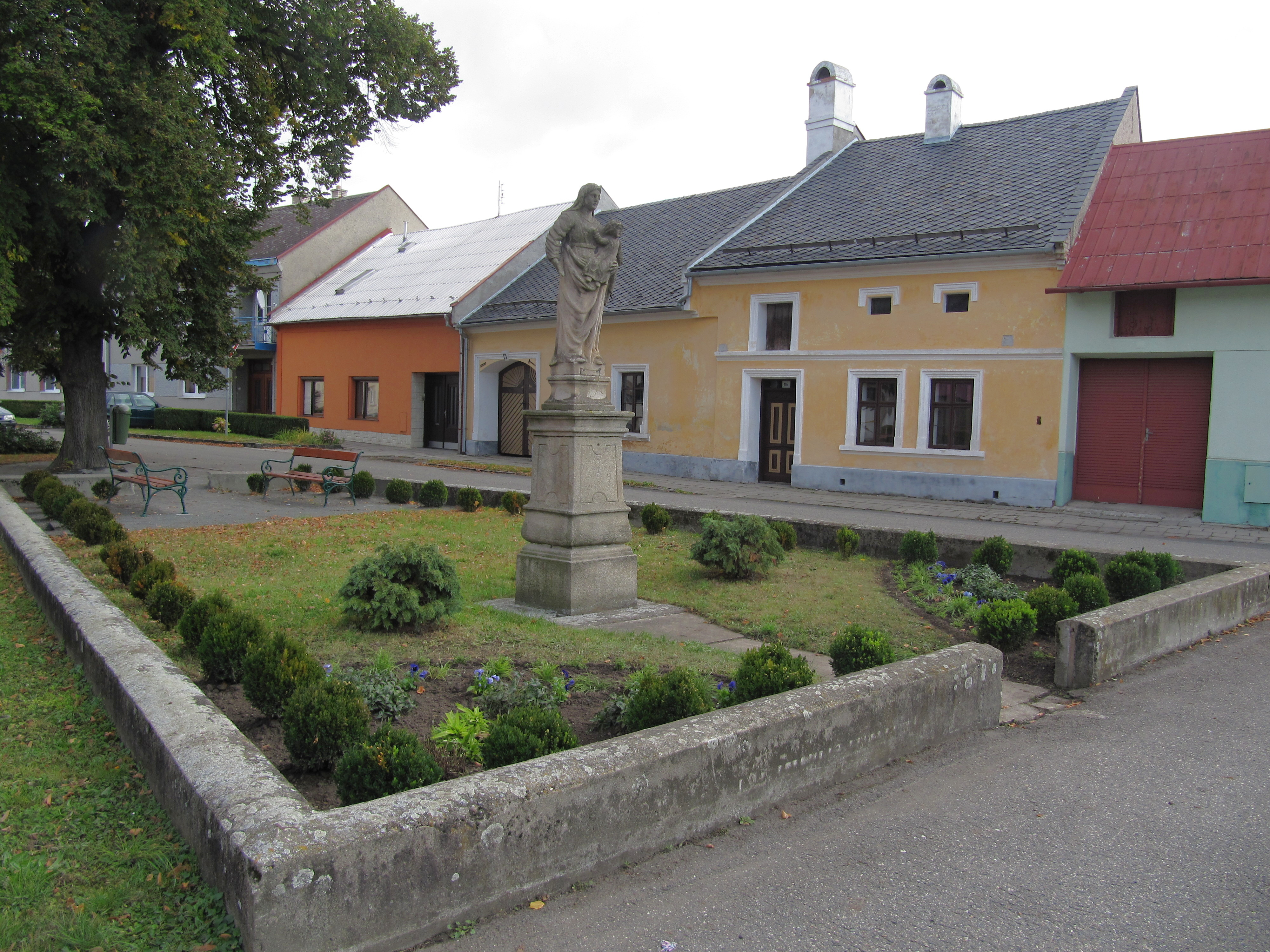
Náves se sochou Panny Marie
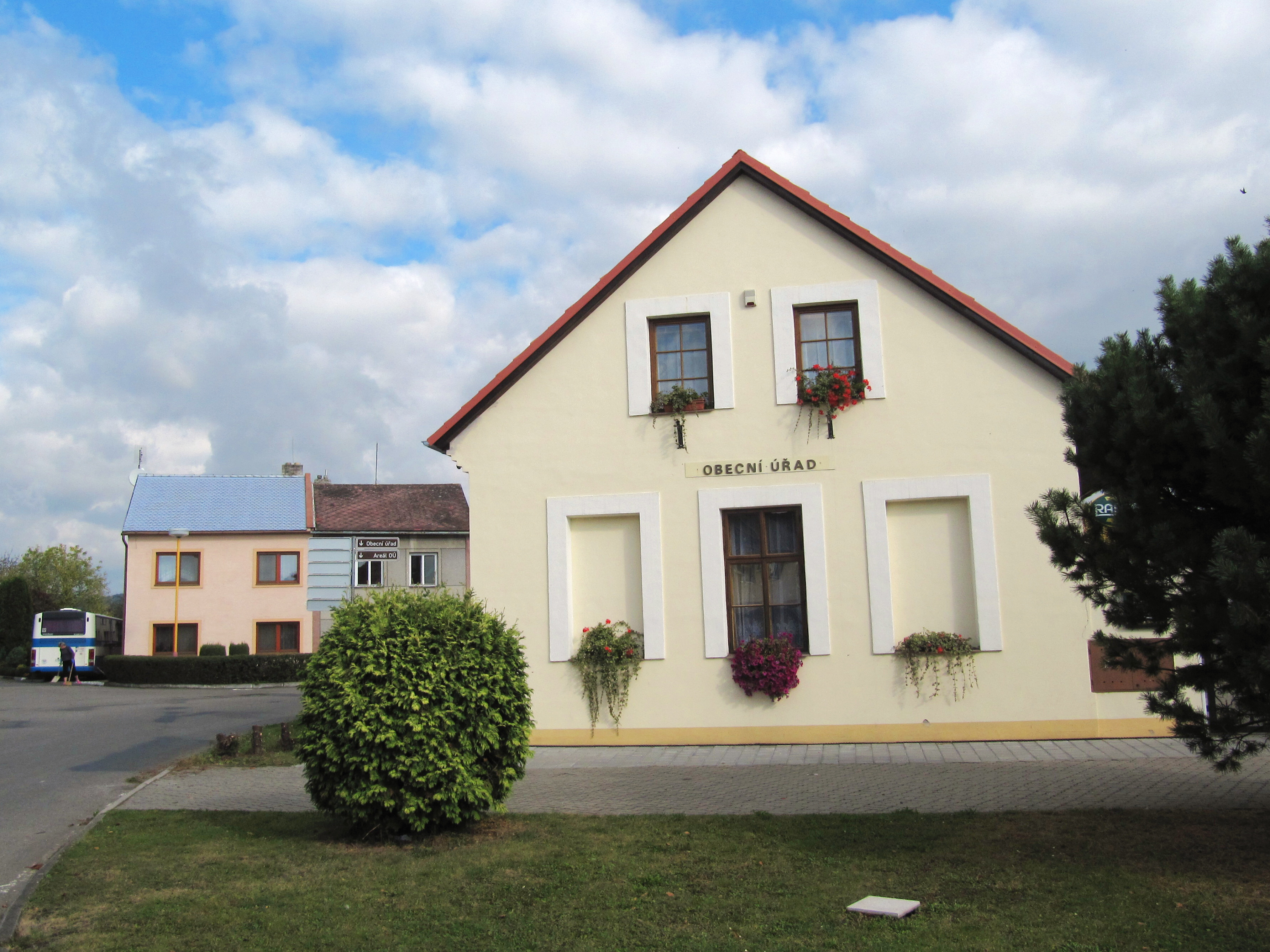
Obecní úřad
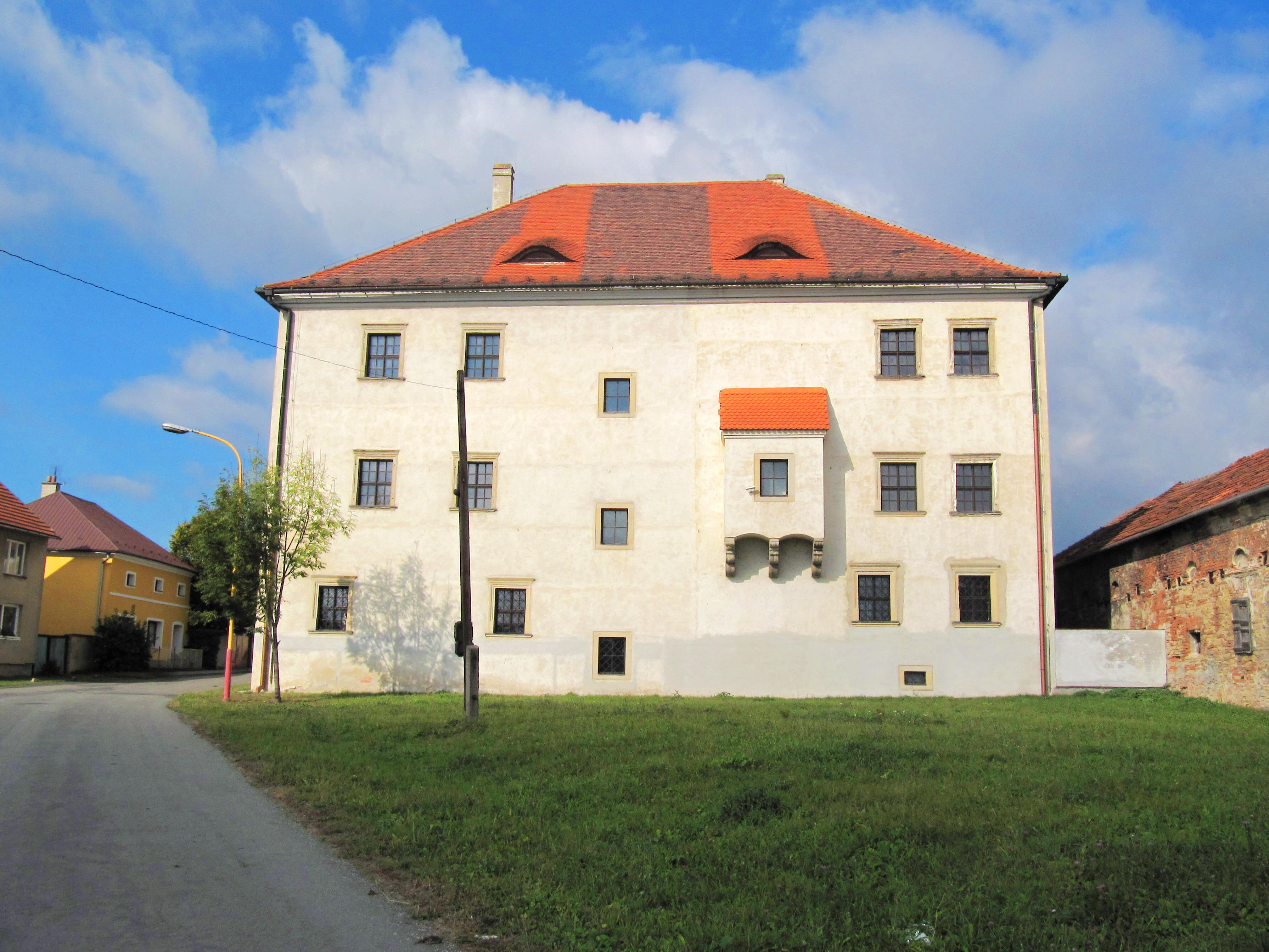
Tvrz
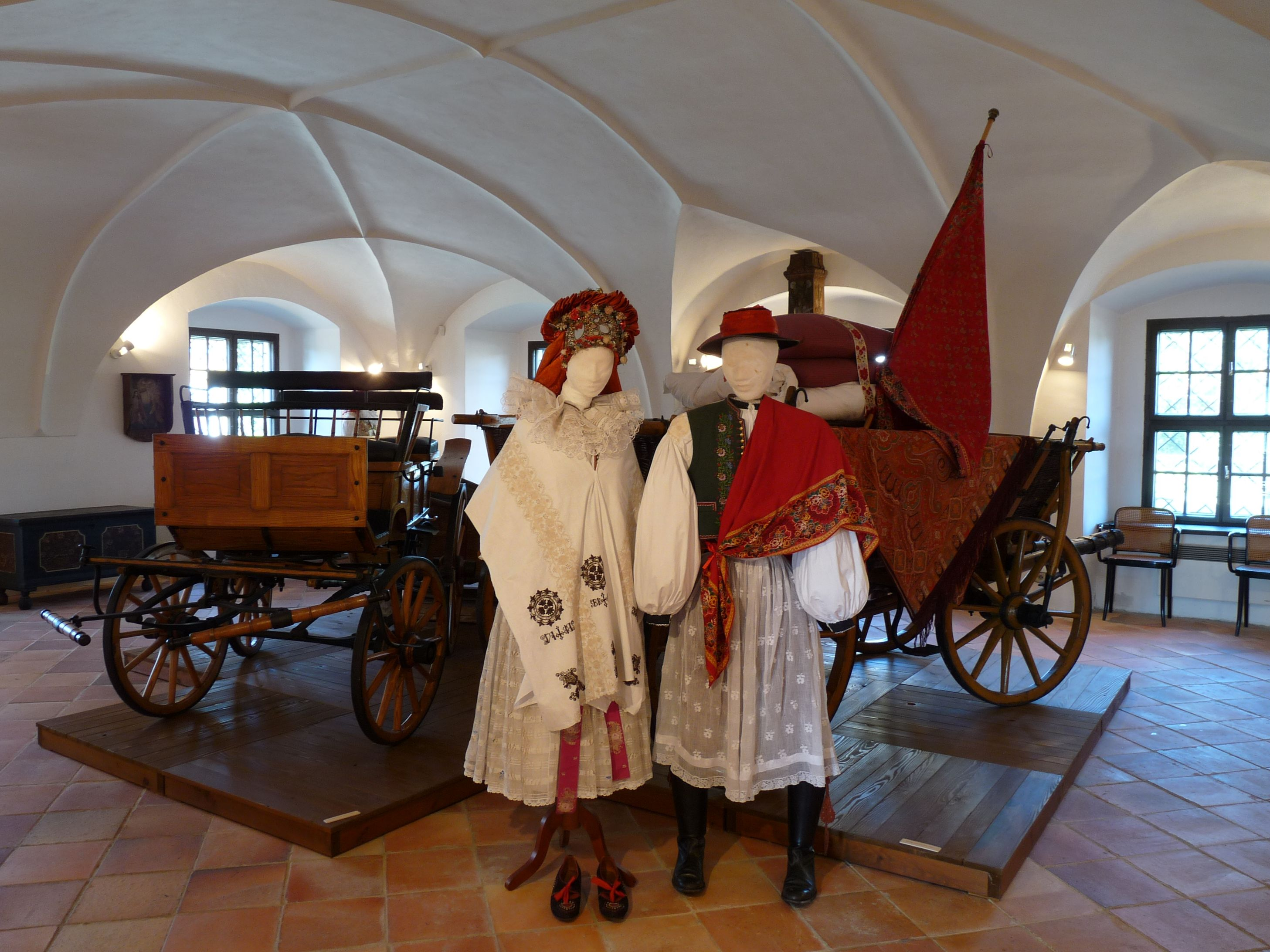
Hanácké svatební kroje z expozice na tvrzi
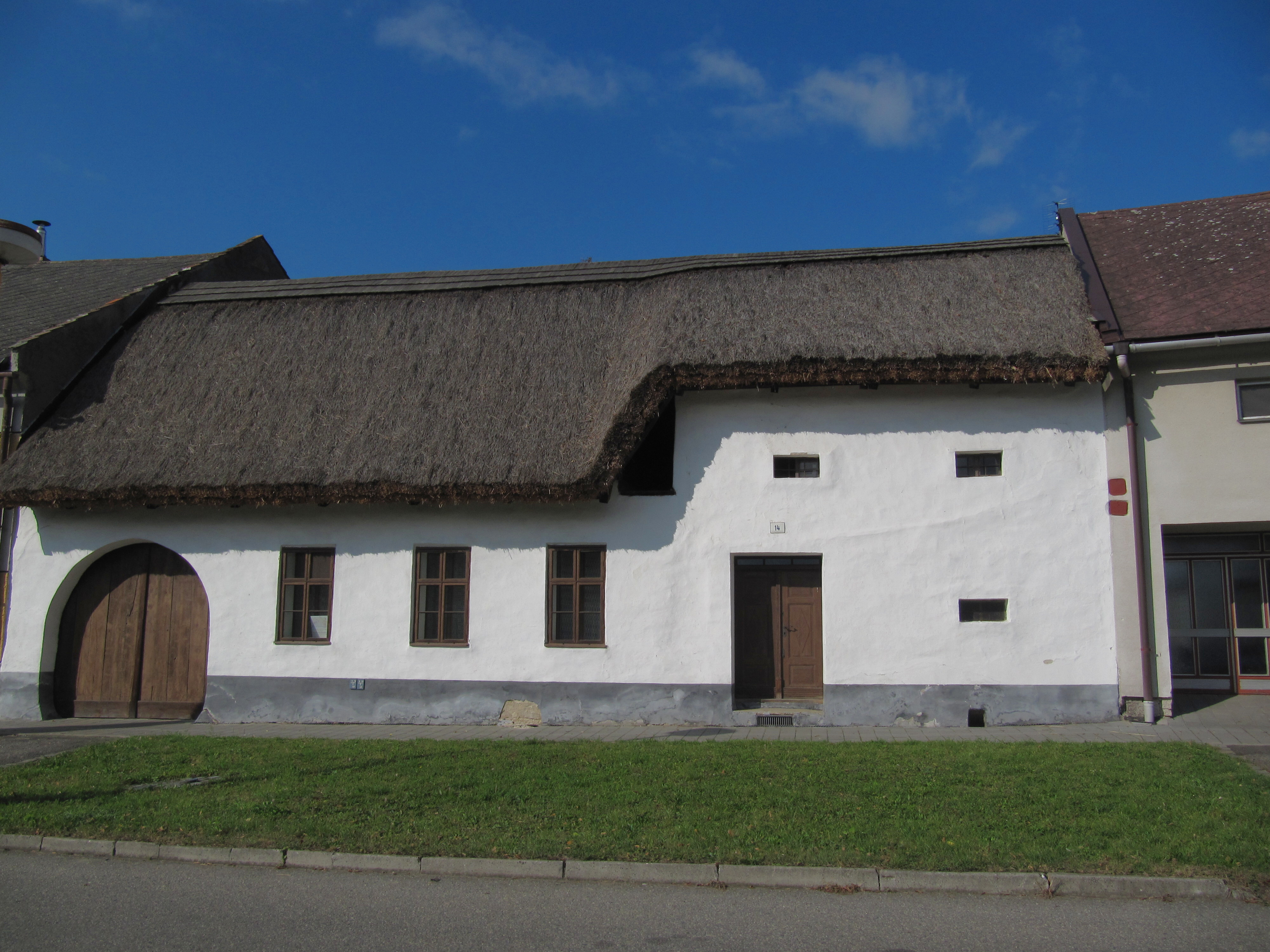
Usedlost č. p. 14, zachovaná uprostřed současné zástavby
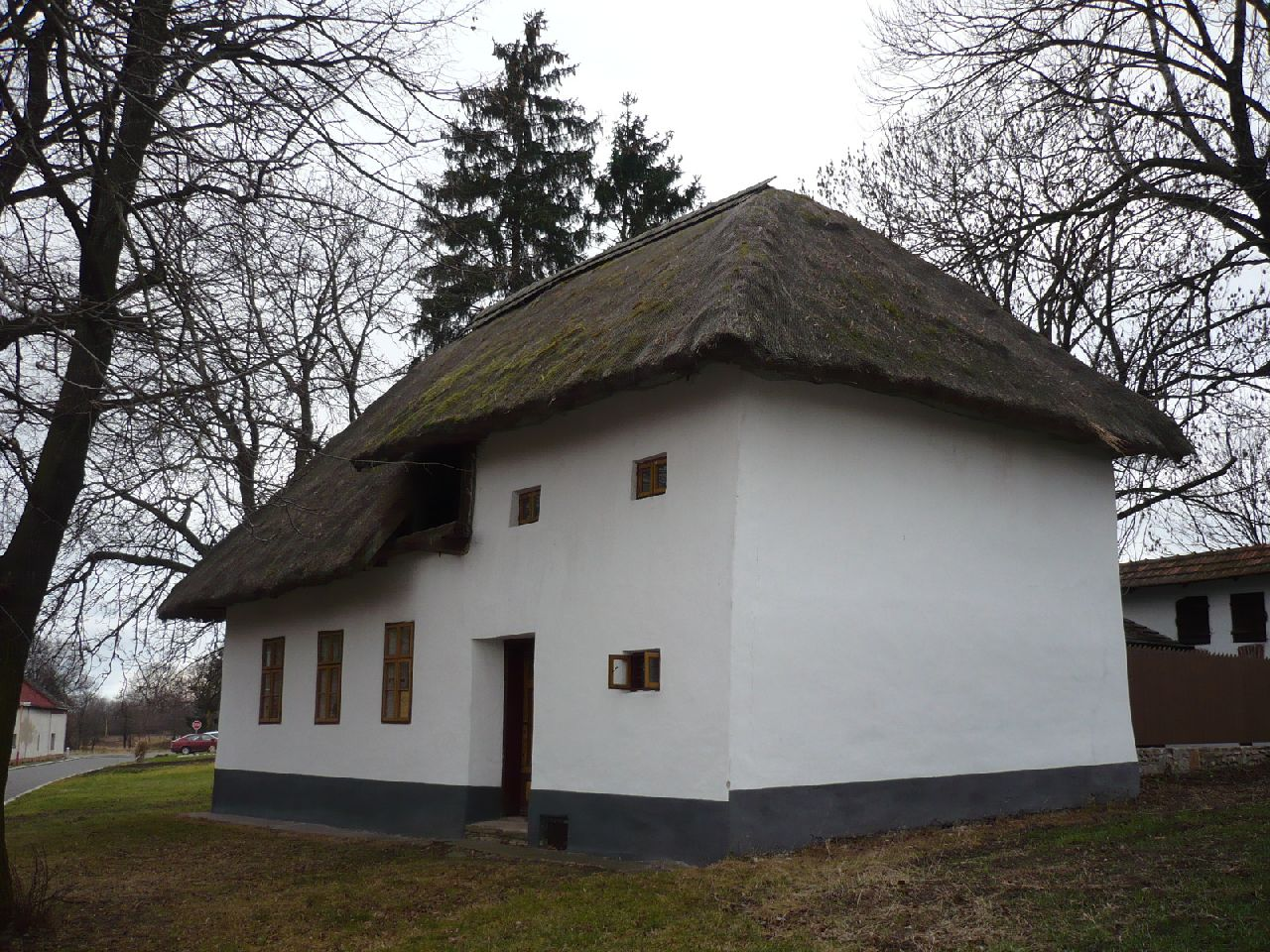
Muzeum v přírodě Rymice – usedlost Potůčkovo
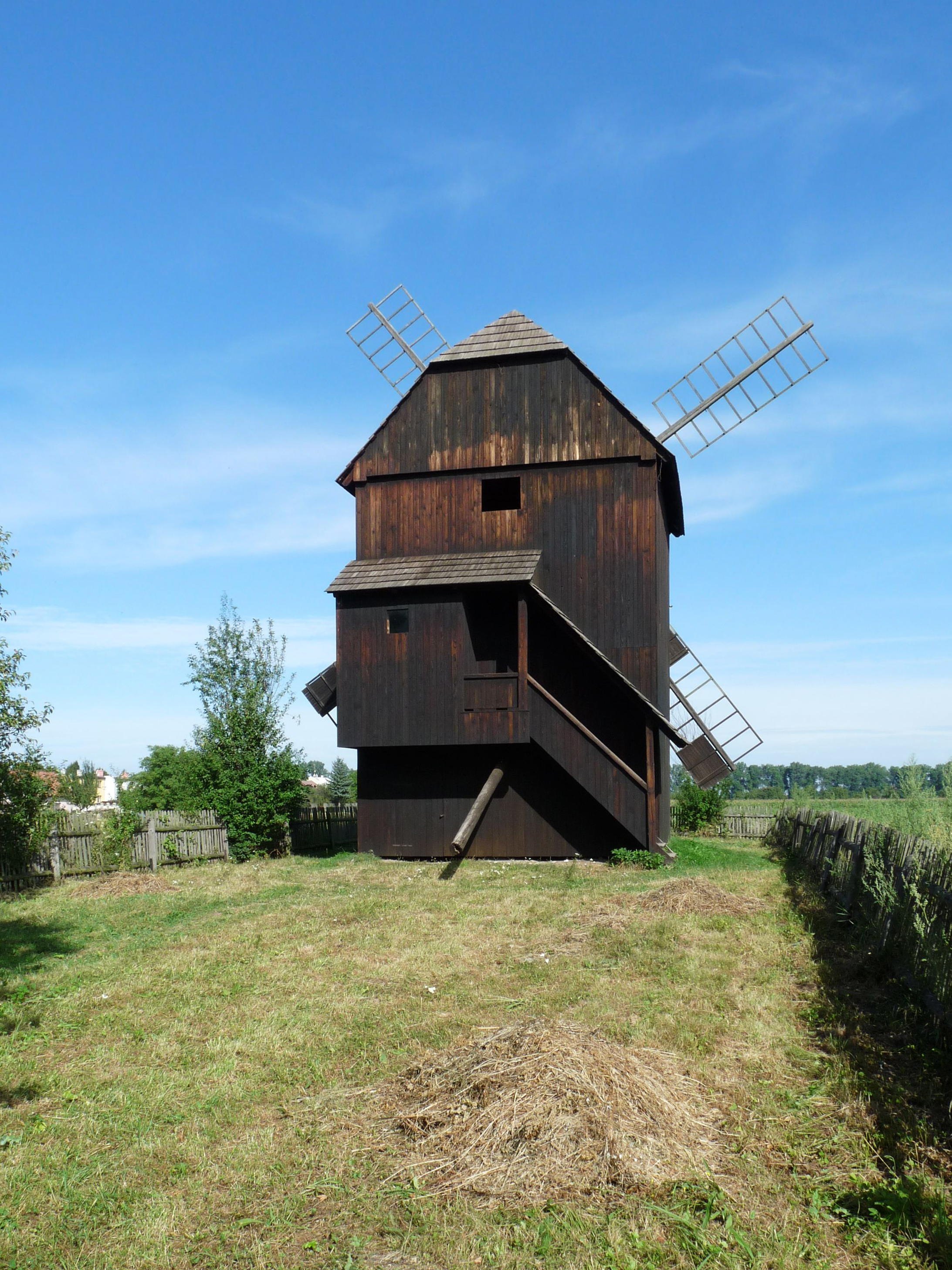
Větrný mlýn, součást Muzea v přírodě Rymice

## Rodáci
- Vincenc Janalík (1804–1855), katolický kněz, spisovatel a sběratel lidových písní
- Ignác Tabarka (1883–1973), amatérský archeolog, spolupracoval s Ladislavem Inocencem Červinkou, prováděl archeologický výzkum Rymic a okolí[11]